# The Evil Eye
The Evil Eye er en amerikansk stumfilm fra 1917 af George Melford.

## Medvirkende
- Blanche Sweet som Dr. Katherine Torrance.
- Tom Forman som Leonard Sheldon.
- Webster Campbell som Frank King.
- J. Parks Jones som Clifford Sheldon.
- Walter Long som Joe